# 四清水库 (郴州)
四清水库位于湖南省郴州市北湖区，是一座以为主的中型水库，库容约2220万立方米，水库坝高约34米，正常蓄水位约295.3米。